# Associazione Calcio Milan 2018-2019

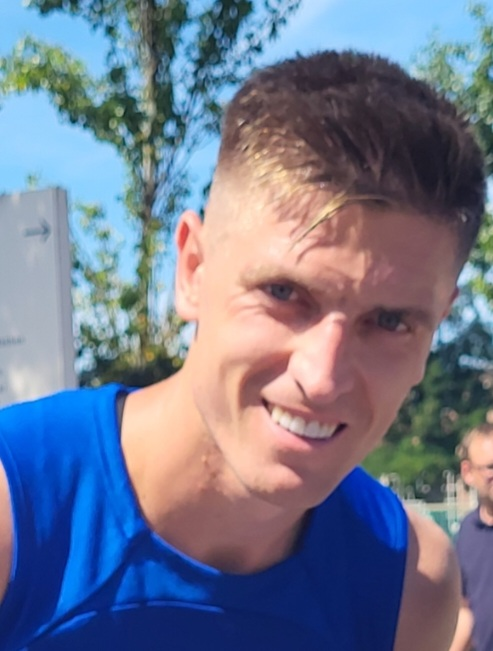
Krzysztof Piątek, acquistato nella sessione invernale dal Genoa, sarà protagonista di un'ottima seconda parte di stagione.

Questa voce raccoglie le informazioni riguardanti l'Associazione Calcio Milan nelle competizioni ufficiali della stagione 2018-2019.

## Stagione

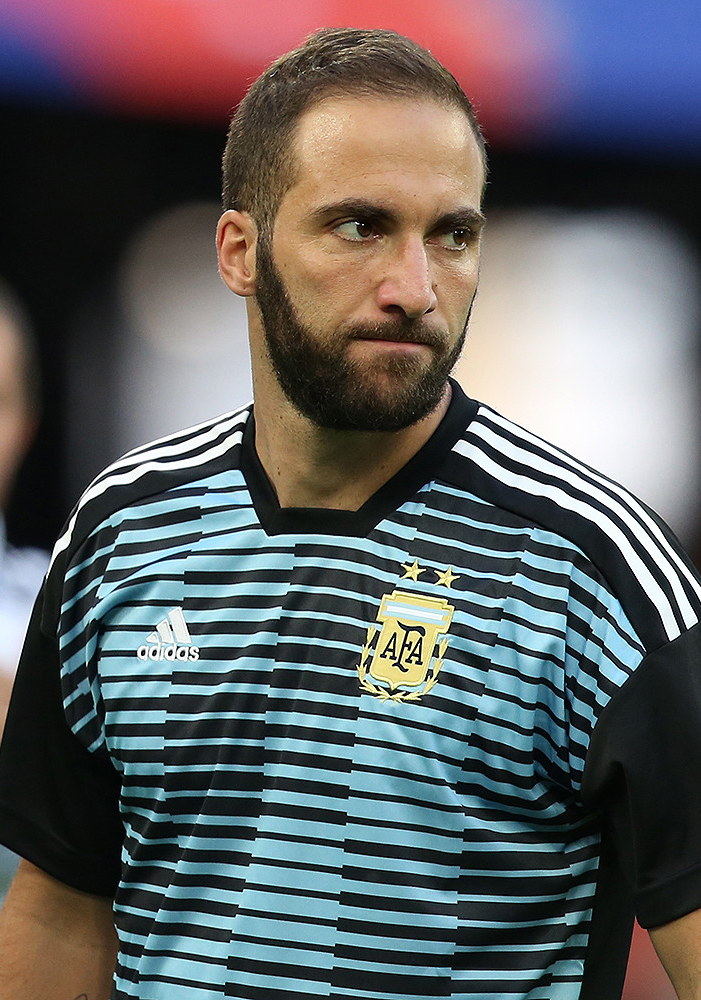
Gonzalo Higuaín, arrivato in prestito dalla Juventus, delude le attese e già a gennaio lascia i rossoneri.

La stagione 2018-2019 si apre all'insegna dell'incertezza, sia sul fronte sportivo che su quello societario. La qualificazione all'Europa League ottenuta grazie al 6º posto della stagione precedente rimane sub judice per alcune settimane, dopo che il 27 giugno 2018 la camera giudicante dell’Organo di Controllo Finanziario per Club esclude il club dalle competizioni UEFA per un anno per la violazione delle norme del fair play finanziario, in particolare per la violazione della regola del pareggio di bilancio (break-even rule); tuttavia, il 20 luglio successivo, il Tribunale Arbitrale dello Sport accoglie parzialmente il ricorso dei rossoneri, riammettendo il Milan alla fase a gironi dell'Europa League 2018-2019 e rimandando il giudizio alla UEFA per una sanzione più equa, sentenza che arriva il 14 dicembre quando alla società rossonera viene comminata una multa di 12 milioni di € con l'obbligo del pareggio di bilancio al 30 giugno 2021 e la limitazione ad un massimo di 21 giocatori in rosa per le successive due stagioni nelle competizioni europee.
Nel frattempo, il 10 luglio 2018, la Elliott Management Corporation comunica di aver assunto il controllo del club a seguito dell'inadempimento delle obbligazioni verso il fondo d'investimento americano da parte del presidente Li Yonghong.. La nuova proprietà opera un profondo cambiamento a livello dirigenziale: il 21 luglio, dopo la riunione dell'assemblea dei soci, l'imprenditore ed i componenti cinesi del consiglio di amministrazione vengono sollevati dai loro incarichi insieme all'amministratore delegato Marco Fassone. Contestualmente viene eletto presidente Paolo Scaroni. Il 24 luglio viene esonerato il direttore sportivo e responsabile dell'area tecnica Massimiliano Mirabelli, mentre il giorno successivo Leonardo è nominato nuovo direttore generale dell'area tecnico-sportiva. Il 5 agosto anche Paolo Maldini fa ritorno al Milan come nuovo direttore sviluppo strategico area sport e il 5 dicembre Ivan Gazidis, ex direttore esecutivo dell'Arsenal, viene ufficialmente nominato nuovo amministratore delegato.
A causa del rinvio della 1ª giornata dovuta al disastro del Ponte Morandi a Genova, il Milan esordisce in campionato il 25 agosto nella gara valida per la seconda giornata contro il Napoli allo Stadio San Paolo perdendo 3-2, dopo essersi portato in vantaggio di due reti. Una settimana dopo arriva il primo successo stagionale per 2-1 sulla Roma grazie alle reti di Kessié e di Cutrone allo scadere su assist di Higuaín.. I rossoneri vivono un inizio di stagione altalenante, visti i pareggi con Cagliari, Atalanta ed Empoli, ma l'inizio dell'autunno è invece positivo, fatta eccezione per le sconfitte nel derby contro l'Inter e contro la Juventus. Nel mese di dicembre, dopo la vittoria per 2-1 contro il Parma, la squadra rossonera resta a secco di reti per quattro partite consecutive di campionato (non accadeva dalla stagione 1984-85). Tuttavia il 29 dicembre, con la vittoria per 2-1 con la SPAL, il Milan chiude il girone di andata al 5º posto con 31 punti, mantenendo vive le proprie ambizioni di qualificazione in Champions League.. All'inizio del nuovo anno la squadra di Gattuso realizza una lunga striscia positiva: doppio 3-0 casalingo contro Cagliari ed Empoli, le vittorie a domicilio su Genoa (0-2) e Atalanta (1-3) ed i pareggi contro Napoli e Roma. I successi di misura su Sassuolo e Chievo portano i rossoneri al 3º posto, ma la rocambolesca sconfitta nel derby di ritorno per 3-2 pone fine ad una imbattibilità che durava da quasi tre mesi e provoca il controsorpasso da parte dei nerazzurri. In questo periodo si mette in luce il nuovo attaccante rossonero, il polacco Piątek, sostituto del partente Higuain, il quale riesce a mettere a segno 8 reti in 9 partite.. Tra marzo e aprile, una brusca crisi di risultati, in cui i rossoneri palesano scarsa condizione fisica e nervosa, fa scivolare la squadra al 7º posto, nonostante il successo per 1-0 sulla Lazio, ed ha il suo culmine nella debacle esterna per 2-0 contro il Torino. Un ottimo finale di stagione, con quattro vittorie di fila contro Bologna, Fiorentina, Frosinone e SPAL non basta al Milan per raggiungere il piazzamento Champions che svanisce per un solo punto a favore di Atalanta e Inter; la squadra di Gattuso infatti chiude al 5º posto a quota 68 punti (miglior rendimento dalla stagione 2012-13) qualificandosi per il secondo anno di fila alla fase a gironi di Europa League, dalla quale però viene esclusa a fine giugno per effetto del lodo del TAS per aver violato le norme del fair play finanziario durante i trienni 2014-2017 e 2015-2018. Da segnalare inoltre che per la prima volta dalla stagione 1985-86 nessun calciatore del Milan arriva in doppia cifra in campionatoː Piątek, arrivato a gennaio, si ferma infatti a 9 reti in 18 partite.
In Europa League i Rossoneri vengono sorteggiati nel gruppo F con i greci dell'Olympiacos, gli spagnoli del Real Betis e i lussemburghesi del Dudelange. Dopo un buon avvio con tre vittorie conquistate, dove tuttavia non mancano passi falsi come la sconfitta per 1-2 subita in casa dal Betis Siviglia, la squadra di Gattuso vanifica tutto nell'ultima decisiva gara del girone in Grecia contro l'Olympiakos al Pireo il 13 dicembre: la sconfitta per 3-1 condanna i rossoneri al terzo posto e all'eliminazione per la peggior differenza reti complessiva nella classifica avulsa rispetto ai greci.
In Coppa Italia il Milan supera dapprima la Sampdoria per 2-0 ai tempi supplementari grazie ad una doppietta di Cutrone, e poi il Napoli con lo stesso risultato ai quarti di finale, ma con la doppietta di Piątek. Il cammino nella coppa nazionale si ferma in semifinale dove nel doppio confronto i rossoneri vengono eliminati dalla Lazio, poi vincitrice del trofeo, e si consolano con il titolo di capocannoniere del torneo conquistato dall'attaccante polacco Piątek.
La finale della Supercoppa italiana, giocata il 16 gennaio in Arabia Saudita contro la Juventus, viene vinta dai bianconeri per 1-0 con gol di Cristiano Ronaldo.

## Divise e sponsor
Lo sponsor tecnico per la stagione 2018-2019 è Puma, mentre lo sponsor ufficiale è Fly Emirates. In occasione della gara casalinga contro la Juventus dell'11 novembre 2018 sulle maglie è apparso il logo Emirates Fly Better.
Eccezionalmente, nella 37ª e penultima gara del campionato di Serie A, giocata al Meazza contro il Frosinone, il Milan è sceso in campo con la divisa casalinga della stagione 2019-2020.
| Casa | Casa (37ª Serie A) | Trasferta | Terza divisa | 1ª div. portiere | 2ª div. portiere | 3ª div. portiere |

## Organigramma societario
Dal sito internet ufficiale della società.
Area direttiva
- Presidente: Li Yonghong (fino al 21 luglio 2018), Paolo Scaroni
- Amministratore delegato: Marco Fassone (fino al 21 luglio 2018), Paolo Scaroni (ad interim fino al 5 dicembre 2018), Ivan Gazidis
- Consiglieri di amministrazione: Paolo Scaroni, Ivan Gazidis (dal 5 dicembre 2018), Marco Patuano, Giorgio Furlani, Franck Tuil, Stefano Cocirio, Salvatore Cerchione, Gianluca D’Avanzo, Alfredo Craca[48]
- Collegio sindacale: Franco Carlo Papa, Cesare Ciccolini, Alberto Dello Strologo
- Direttore generale: Ivan Gazidis
- Direttore sviluppo strategico area sport: Paolo Maldini
- Direttore generale area tecnico-sportiva: Leonardo (fino al 28 maggio 2019)
- Direttore sportivo: Massimiliano Mirabelli (fino al 24 luglio 2018)
- Brand ambassador: Franco Baresi
- Chief commercial officer: Lorenzo Giorgetti
- Chief communication officer: Fabio Guadagnini
- Chief financial officer: Valentina Montanari
- Chief operation officer: Alessandro Sorbone
- Group financial director: Alessandro Baj Badino
- Capo area scouting: Geoffrey Moncada
- Responsabile mercato giovanile: Stefano Luxoro
- Youth sector director: Mario Beretta
- Youth sector organization director: Alberto Celario
- Sport facility director: Mauro Ferrara
- Human resources & organization director: Agata Frigerio
- Stadium operations director: Marco Lomazzi
- Marketing & sales B2C director: Michele Lorusso
- Club secretary: Giuseppe Mangiarano (fino al 24 luglio 2018)
- Purchasing, general services & facility director: Massimiliano Moncalieri
- Digital director: Lamberto Siega
- Partnerships director: Mauro Tavola
- Administration, planning & control director: Angela Zucca

Area tecnica
- Allenatore: Gennaro Gattuso
- Allenatore in seconda: Luigi Riccio
- Preparatori atletici: Bruno Giovanni Dominici e Dino Tenderini
- Collaboratori tecnici: Massimo Innocenti e Francesco Sarlo
- Match analyst: Marco Sangermani
- Allenatori dei portieri: Valerio Fiori
- Team manager: Andrea Romeo

## Rosa
Rosa e numerazione, tratte dal sito internet ufficiale della società, aggiornate al 31 gennaio 2019.
| N. |                      | Ruolo | Calciatore                    |
| -- | -------------------- | ----- | ----------------------------- |
| 2  | Italia (bandiera)    | D     | Davide Calabria               |
| 4  | Argentina (bandiera) | C     | José Mauri                    |
| 5  | Italia (bandiera)    | C     | Giacomo Bonaventura           |
| 7  | Spagna (bandiera)    | A     | Samu Castillejo               |
| 8  | Spagna (bandiera)    | A     | Suso                          |
| 9  | Argentina (bandiera) | A     | Gonzalo Higuaín               |
| 10 | Turchia (bandiera)   | A     | Hakan Çalhanoğlu              |
| 11 | Italia (bandiera)    | A     | Fabio Borini                  |
| 12 | Italia (bandiera)    | D     | Andrea Conti                  |
| 13 | Italia (bandiera)    | D     | Alessio Romagnoli (capitano)  |
| 14 | Francia (bandiera)   | C     | Tiémoué Bakayoko              |
| 16 | Italia (bandiera)    | C     | Andrea Bertolacci             |
| 17 | Colombia (bandiera)  | D     | Cristián Zapata               |
| 18 | Italia (bandiera)    | C     | Riccardo Montolivo            |
| 19 | Polonia (bandiera)   | A     | Krzysztof Piątek              |
| 20 | Italia (bandiera)    | D     | Ignazio Abate (vice capitano) |

| N. |                           | Ruolo | Calciatore           |
| -- | ------------------------- | ----- | -------------------- |
| 21 | Argentina (bandiera)      | C     | Lucas Biglia         |
| 22 | Argentina (bandiera)      | D     | Mateo Musacchio      |
| 23 | Croazia (bandiera)        | D     | Ivan Strinić         |
| 25 | Spagna (bandiera)         | P     | Pepe Reina           |
| 33 | Italia (bandiera)         | D     | Mattia Caldara       |
| 35 | Italia (bandiera)         | P     | Alessandro Plizzari  |
| 39 | Brasile (bandiera)        | C     | Lucas Paquetá        |
| 56 | Rep. Ceca (bandiera)      | D     | Stefan Simič         |
| 63 | Italia (bandiera)         | A     | Patrick Cutrone      |
| 68 | Svizzera (bandiera)       | D     | Ricardo Rodríguez    |
| 77 | Croazia (bandiera)        | C     | Alen Halilović       |
| 79 | Costa d'Avorio (bandiera) | C     | Franck Kessié        |
| 90 | Italia (bandiera)         | P     | Antonio Donnarumma   |
| 93 | Uruguay (bandiera)        | D     | Diego Laxalt         |
| 99 | Italia (bandiera)         | P     | Gianluigi Donnarumma |

## Calciomercato

### Sessione estiva(dal 1/7 al 17/8)
I primi rinforzi ad essere annunciati sono il portiere Reina e il terzino Strinić, che arrivano a paramento zero rispettivamente dal Napoli e dalla Sampdoria. L'operazione più importante, però, è quella che viene concretizzata con la Juventus nei primi giorni di agosto: il capitano Bonucci, dopo un solo anno di permanenza a Milano, fa ritorno in bianconero, mentre compiono il percorso inverso il centrale Caldara a titolo definitivo (in uno scambio di cartellini con lo stesso Bonucci) e il centravanti Higuaín in prestito oneroso con diritto di riscatto. Sul finire della sessione estiva, arrivano pure il mediano Bakayoko, in prestito dal Chelsea, e gli esterni Laxalt e Castillejo, a titolo definitivo rispettivamente dal Genoa e dal Villarreal.
A lasciare il club rossonero sono invece, oltre al già citato Bonucci, due degli acquisti più importanti della precedente campagna acquisti: gli attaccanti André Silva e Kalinić vengono ceduti in Spagna, il primo al Siviglia in prestito con diritto di riscatto, il secondo all'Atlético Madrid a titolo definitivo. Anche il centravanti Bacca viene ceduto ad un club spagnolo, il Villarreal, nell'ambito dell'operazione Castillejo. Da segnalare pure le cessioni, tra gli altri, di Gómez, Antonelli e Locatelli, che passano rispettivamente a Palmeiras, Empoli e Sassuolo.
| Acquisti         | Acquisti               | Acquisti   | Acquisti                                                      |
| R.               | Nome                   | da         | Modalità                                                      |
| ---------------- | ---------------------- | ---------- | ------------------------------------------------------------- |
| P                | Pepe Reina             | Napoli     | svincolato                                                    |
| D                | Mattia Caldara         | Juventus   | definitivo (35 milioni €)                                     |
| D                | Ivan Strinić           | Sampdoria  | svincolato                                                    |
| C                | Tiémoué Bakayoko       | Chelsea    | prestito (5 milioni €) con diritto di riscatto (35 milioni €) |
| C                | Diego Laxalt           | Genoa      | definitivo (14 milioni €)                                     |
| C                | Alen Halilović         | Amburgo    | svincolato                                                    |
| A                | Samu Castillejo        | Villarreal | definitivo (25 milioni €)                                     |
| A                | Gonzalo Higuaín        | Juventus   | prestito (9 milioni €) con diritto di riscatto (36 milioni €) |
| Altre operazioni |                        |            |                                                               |
| R.               | Nome                   | da         | Modalità                                                      |
| P                | Gabriel                | Empoli     | fine prestito                                                 |
| P                | Alessandro Plizzari    | Ternana    | fine prestito                                                 |
| D                | Stefan Simič           | Crotone    | fine prestito                                                 |
| D                | Gian Filippo Felicioli | Verona     | fine prestito                                                 |
| D                | Marco Ludica           | Grumellese | fine prestito                                                 |
| C                | Niccolò Zanellato      | Crotone    | fine prestito                                                 |
| C                | Andrea Bertolacci      | Genoa      | fine prestito                                                 |
| A                | Fabio Borini           | Sunderland | riscatto cartellino (5,5 milioni €)                           |
| A                | Nikola Kalinić         | Fiorentina | riscatto cartellino (20 milioni €)                            |
| A                | Carlos Bacca           | Villarreal | fine prestito                                                 |
| A                | Gianluca Lapadula      | Genoa      | fine prestito                                                 |
| A                | M'Baye Niang           | Torino     | fine prestito                                                 |

| Cessioni         | Cessioni               | Cessioni        | Cessioni                                                      |
| R.               | Nome                   | a               | Modalità                                                      |
| ---------------- | ---------------------- | --------------- | ------------------------------------------------------------- |
| P                | Marco Storari          |                 | svincolato                                                    |
| D                | Leonardo Bonucci       | Juventus        | definitivo (35 milioni €)                                     |
| D                | Gustavo Gómez          | Palmeiras       | prestito                                                      |
| D                | Luca Antonelli         | Empoli          | definitivo                                                    |
| C                | Manuel Locatelli       | Sassuolo        | prestito (2 milioni €) con obbligo di riscatto (10 milioni €) |
| C                | Hachim Mastour         | -               | svincolato                                                    |
| C                | Nnamdi Oduamadi        | -               | svincolato                                                    |
| A                | Nikola Kalinić         | Atlético Madrid | definitivo (14,5 milioni €)                                   |
| A                | André Silva            | Siviglia        | prestito con diritto di riscatto (38 milioni €)               |
| Altre operazioni |                        |                 |                                                               |
| R.               | Nome                   | a               | Modalità                                                      |
| P                | Gabriel                | Perugia         | definitivo                                                    |
| P                | Alessandro Guarnone    | Matera          | prestito                                                      |
| D                | Gian Filippo Felicioli | Perugia         | prestito                                                      |
| D                | Matteo Gabbia          | Lucchese        | prestito                                                      |
| D                | Gabriele Bellodi       | Olbia           | prestito                                                      |
| D                | Jherson Vergara        | Cagliari        | definitivo                                                    |
| D                | Marco Ludica           | -               | fine contratto                                                |
| D                | Andres Llamas          | Pistoiese       | prestito                                                      |
| C                | Niccolò Zanellato      | Crotone         | definitivo (300.000)                                          |
| C                | Mattia El Hilali       | Matera          | prestito                                                      |
| C                | Tommaso Pobega         | Ternana         | prestito                                                      |
| C                | Juan Mauri             | Lucchese        | definitivo                                                    |
| C                | Riccardo Forte         | Pistoiese       | prestito                                                      |
| C                | Alexandro Cavagnera    | Lugano          | prestito                                                      |
| A                | Fabio Borini           | Sunderland      | fine prestito                                                 |
| A                | Nikola Kalinić         | Fiorentina      | fine prestito                                                 |
| A                | Gianmarco Zigoni       | Venezia         | riscatto cartellino (450.000 €)                               |
| A                | Gianluca Lapadula      | Genoa           | riscatto cartellino (11 milioni €)                            |
| A                | Carlos Bacca           | Villarreal      | definitivo (7 milioni €)                                      |
| A                | M'Baye Niang           | Torino          | riscatto cartellino (12 milioni €)                            |

### Sessione invernale(dal 3/1 al 31/1)
Il 4 gennaio 2019 viene ufficializzato l'arrivo dal Flamengo del centrocampista brasiliano Lucas Paquetá; il 23 gennaio successivo si chiude clamorosamente la tormentata e deludente esperienza al Milan di Higuaín, che torna anticipatamente alla Juventus (per poi trasferirsi in prestito al Chelsea). Per sostituire l'argentino, i rossoneri ingaggiano dal Genoa il polacco Piątek.. Vengono invece ceduti in prestito rispettivamente al Frosinone e allo Standard Liegi il difensore Simič ed il centrocampista Halilović.
| Acquisti         | Acquisti            | Acquisti         | Acquisti                                       |
| R.               | Nome                | da               | Modalità                                       |
| ---------------- | ------------------- | ---------------- | ---------------------------------------------- |
| C                | Lucas Paquetá       | Flamengo         | definitivo (35 milioni € + 10 milioni € bonus) |
| A                | Krzysztof Piątek    | Genoa            | definitivo (35 milioni €)                      |
| Altre operazioni |                     |                  |                                                |
| R.               | Nome                | da               | Modalità                                       |
| P                | Alessandro Guarnone | Matera           | fine prestito                                  |
| D                | Leroy Abanda        | Monaco           | definitivo                                     |
| D                | Tiago Djaló         | Sporting Lisbona | definitivo                                     |
| C                | Mattia El Hilali    | Matera           | fine prestito                                  |

| Cessioni         | Cessioni            | Cessioni       | Cessioni      |
| R.               | Nome                | a              | Modalità      |
| ---------------- | ------------------- | -------------- | ------------- |
| D                | Stefan Simič        | Frosinone      | prestito      |
| C                | Alen Halilović      | Standard Liegi | prestito      |
| A                | Gonzalo Higuaín     | Juventus       | fine prestito |
| Altre operazioni |                     |                |               |
| R.               | Nome                | da             | Modalità      |
| P                | Alessandro Guarnone | Chiasso        | definitivo    |
| C                | Mattia El Hilali    | Chiasso        | definitivo    |

## Risultati

### Serie A

#### Girone di andata
| Arbitro: | Pasqua (Tivoli) |

|                         |           |                      |
| Suso 4’ Romagnoli 90+1’ | Marcatori | 56’ (aut.) Romagnoli |

| Arbitro: | Valeri (Roma) |

|                                |           |                              |
| Zieliński 53’, 67’ Mertens 80’ | Marcatori | 15’ Bonaventura 49’ Calabria |

| Arbitro: | Guida (Torre Annunziata) |

|                          |           |           |
| Kessié 40’ Cutrone 90+5’ | Marcatori | 59’ Fazio |

| Arbitro: | Abisso (Palermo) |

|               |           |             |
| João Pedro 4’ | Marcatori | 55’ Higuaín |

| Arbitro: | Doveri (Roma) |

|                            |           |                        |
| Higuaín 2’ Bonaventura 61’ | Marcatori | 54’ Gómez 90+1’ Rigoni |

| Arbitro: | Fabbri (Ravenna) |

|                   |           |                    |
| Caputo 71’ (rig.) | Marcatori | 10’ (aut.) Capezzi |

| Arbitro: | Giacomelli (Trieste) |

|             |           |                                           |
| Đuričić 68’ | Marcatori | 39’ Kessié 50’, 90+4’ Suso 60’ Castillejo |

| Arbitro: | Calvarese (Teramo) |

|                                  |           |                |
| Higuaín 27’, 34’ Bonaventura 56’ | Marcatori | 63’ Pellissier |

| Arbitro: | Guida (Torre Annunziata) |

|              |           |  |
| Icardi 90+2’ | Marcatori |  |

| Arbitro: | Maresca (Napoli) |

|                                  |           |                               |
| Cutrone 17’ Higuaín 36’ Suso 62’ | Marcatori | 21’ Saponara 31’ Quagliarella |

| Arbitro: | Di Bello (Brindisi) |

|  |           |                 |
|  | Marcatori | 90+7’ Romagnoli |

| Arbitro: | Mazzoleni (Bergamo) |

|  |           |                          |
|  | Marcatori | 8’ Mandžukić 81’ Ronaldo |

| Arbitro: | Banti (Livorno) |

|              |           |                    |
| Correa 90+4’ | Marcatori | 78’ (aut.) Wallace |

| Arbitro: | Calvarese (Teramo) |

|                               |           |             |
| Cutrone 55’ Kessié 71’ (rig.) | Marcatori | 49’ Inglese |

| Milano 9 dicembre 2018, ore 20:30 CET 15ª giornata | Milan          | 0 – 0 referto | Torino | Stadio Giuseppe Meazza (44 572 spett.)\| Arbitro: \| Orsato (Schio) \| |
| Arbitro:                                           | Orsato (Schio) |               |        |                                                                        |

| Bologna 18 dicembre 2018, ore 20:30 CET 16ª giornata | Bologna          | 0 – 0 referto | Milan | Stadio Renato Dall'Ara (22 214 spett.)\| Arbitro: \| Maresca (Napoli) \| |
| Arbitro:                                             | Maresca (Napoli) |               |       |                                                                          |

| Arbitro: | Mariani (Aprilia) |

|  |           |            |
|  | Marcatori | 73’ Chiesa |

| Frosinone 26 dicembre 2018, ore 12:30 CET 18ª giornata | Frosinone                | 0 – 0 referto | Milan | Stadio Benito Stirpe (15 217 spett.)\| Arbitro: \| Guida (Torre Annunziata) \| |
| Arbitro:                                               | Guida (Torre Annunziata) |               |       |                                                                                |

| Arbitro: | Abisso (Palermo) |

|                            |           |             |
| Castillejo 16’ Higuaín 64’ | Marcatori | 13’ Petagna |

#### Girone di ritorno
| Arbitro: | Orsato (Schio) |

|  |           |                     |
|  | Marcatori | 72’ Borini 83’ Suso |

| Milano 26 gennaio 2019, ore 20:30 CET 21ª giornata | Milan         | 0 – 0 referto | Napoli | Stadio Giuseppe Meazza (56 729 spett.)\| Arbitro: \| Doveri (Roma) \| |
| Arbitro:                                           | Doveri (Roma) |               |        |                                                                       |

| Arbitro: | Maresca (Napoli) |

|             |           |            |
| Zaniolo 46’ | Marcatori | 26’ Piątek |

| Arbitro: | La Penna (Roma) |

|                                              |           |  |
| Ceppitelli 13’ (aut.) Paquetá 22’ Piątek 62’ | Marcatori |  |

| Arbitro: | Pasqua (Tivoli) |

|             |           |                                  |
| Freuler 33’ | Marcatori | 45+1’, 61’ Piątek 55’ Çalhanoğlu |

| Arbitro: | Giacomelli (Trieste) |

|                                      |           |  |
| Piątek 49’ Kessié 51’ Castillejo 67’ | Marcatori |  |

| Arbitro: | Valeri (Roma 2) |

|                   |           |  |
| Lirola 35’ (aut.) | Marcatori |  |

| Arbitro: | Pairetto (Nichelino) |

|             |           |                       |
| Hetemaj 41’ | Marcatori | 31’ Biglia 57’ Piątek |

| Arbitro: | Guida (Torre Annunziata) |

|                            |           |                                           |
| Bakayoko 57’ Musacchio 71’ | Marcatori | 3’ Vecino 51’ de Vrij 67’ (rig.) Martínez |

| Arbitro: | Orsato (Schio) |

|           |           |  |
| Defrel 1’ | Marcatori |  |

| Arbitro: | Banti (Livorno) |

|            |           |             |
| Piątek 44’ | Marcatori | 64’ Lasagna |

| Arbitro: | Fabbri (Ravenna) |

|                            |           |            |
| Dybala 60’ (rig.) Kean 84’ | Marcatori | 39’ Piątek |

| Arbitro: | Rocchi (Firenze) |

|                   |           |  |
| Kessié 79’ (rig.) | Marcatori |  |

| Arbitro: | Valeri (Roma) |

|                 |           |                |
| Bruno Alves 87’ | Marcatori | 69’ Castillejo |

| Arbitro: | Guida (Torre Annunziata) |

|                                  |           |  |
| Belotti 58’ (rig.) Berenguer 69’ | Marcatori |  |

| Arbitro: | Di Bello (Brindisi) |

|                     |           |            |
| Suso 37’ Borini 67’ | Marcatori | 72’ Destro |

| Arbitro: | Mariani (Aprilia) |

|  |           |                |
|  | Marcatori | 35’ Çalhanoğlu |

| Arbitro: | Manganiello (Pinerolo) |

|                     |           |  |
| Piątek 57’ Suso 66’ | Marcatori |  |

| Arbitro: | Valeri (Roma) |

|                      |           |                                       |
| Vicari 28’ Fares 53’ | Marcatori | 18’ Çalhanoğlu 23’, 66’ (rig.) Kessié |

### Coppa Italia

#### Fase finale
| Arbitro: | Pasqua (Tivoli) |

|  |           |                    |
|  | Marcatori | 102’, 108’ Cutrone |

| Arbitro: | Giacomelli (Trieste) |

|                 |           |  |
| Piątek 11’, 27’ | Marcatori |  |

| Roma 26 febbraio 2019, ore 21:00 CET Semifinale – Andata | Lazio          | 0 – 0 referto | Milan | Stadio Olimpico (25 000 spett.)\| Arbitro: \| Orsato (Schio) \| |
| Arbitro:                                                 | Orsato (Schio) |               |       |                                                                 |

| Arbitro: | Mazzoleni (Bergamo) |

|  |           |            |
|  | Marcatori | 58’ Correa |

### UEFA Europa League

#### Fase a gironi
| Arbitro: | Jovanović |

|  |           |             |
|  | Marcatori | 59’ Higuaín |

| Arbitro: | Madden |

|                              |           |              |
| Cutrone 70’, 79’ Higuaín 76’ | Marcatori | 14’ Guerrero |

| Arbitro: | Nijhuis |

|             |           |                           |
| Cutrone 83’ | Marcatori | 30’ Sanabria 55’ Lo Celso |

| Arbitro: | Pawson |

|              |           |          |
| Lo Celso 12’ | Marcatori | 62’ Suso |

| Arbitro: | Bezborodov |

|                                                                             |           |                      |
| Cutrone 21’ Stélvio 66’ (aut.) Çalhanoğlu 70’ Schnell 77’ (aut.) Borini 80’ | Marcatori | 39’ Stolz 49’ Turpel |

| Arbitro: | Bastien |

|                                                     |           |               |
| Cissé 60’ C. Zapata 70’ (aut.) Fortounīs 81’ (rig.) | Marcatori | 72’ C. Zapata |

### Supercoppa italiana
| Arbitro: | Banti (Livorno) |

|             |           |  |
| Ronaldo 61’ | Marcatori |  |

## Statistiche

### Statistiche di squadra
| Competizione        | Punti | In casa | In casa | In casa | In casa | In casa | In casa | In trasferta | In trasferta | In trasferta | In trasferta | In trasferta | In trasferta | Totale | Totale | Totale | Totale | Totale | Totale | DR  |
| Competizione        | Punti | G       | V       | N       | P       | Gf      | Gs      | G            | V            | N            | P            | Gf           | Gs           | G      | V      | N      | P      | Gf     | Gs     | DR  |
| ------------------- | ----- | ------- | ------- | ------- | ------- | ------- | ------- | ------------ | ------------ | ------------ | ------------ | ------------ | ------------ | ------ | ------ | ------ | ------ | ------ | ------ | --- |
| Serie A             | 68    | 19      | 12      | 4       | 3       | 31      | 17      | 19           | 7            | 7            | 5            | 24           | 19           | 38     | 19     | 11     | 8      | 55     | 36     | +19 |
| Coppa Italia        | -     | 2       | 1       | 0       | 1       | 2       | 1       | 2            | 1            | 1            | 0            | 2            | 0            | 4      | 2      | 1      | 1      | 4      | 1      | +3  |
| Europa League       | -     | 3       | 2       | 0       | 1       | 9       | 5       | 3            | 1            | 1            | 1            | 3            | 4            | 6      | 3      | 1      | 2      | 12     | 9      | +3  |
| Supercoppa italiana | -     | -       | -       | -       | -       | -       | -       | -            | -            | -            | -            | -            | -            | 1      | 0      | 0      | 1      | 0      | 1      | -1  |
| Totale              | -     | 24      | 15      | 4       | 5       | 42      | 23      | 24           | 9            | 9            | 6            | 29           | 23           | 49     | 24     | 13     | 12     | 71     | 47     | +24 |

### Andamento in campionato
| Giornata  | 1 | 2  | 3  | 4  | 5  | 6  | 7  | 8  | 9  | 10 | 11 | 12 | 13 | 14 | 15 | 16 | 17 | 18 | 19 | 20 | 21 | 22 | 23 | 24 | 25 | 26 | 27 | 28 | 29 | 30 | 31 | 32 | 33 | 34 | 35 | 36 | 37 | 38 |
| --------- | - | -- | -- | -- | -- | -- | -- | -- | -- | -- | -- | -- | -- | -- | -- | -- | -- | -- | -- | -- | -- | -- | -- | -- | -- | -- | -- | -- | -- | -- | -- | -- | -- | -- | -- | -- | -- | -- |
| Luogo     | C | T  | C  | T  | C  | T  | T  | C  | T  | C  | T  | C  | T  | C  | C  | T  | C  | T  | C  | T  | C  | T  | C  | T  | C  | C  | T  | C  | T  | C  | T  | C  | T  | T  | C  | T  | C  | T  |
| Risultato | V | P  | V  | N  | N  | N  | V  | V  | P  | V  | V  | P  | N  | V  | N  | N  | P  | N  | V  | V  | N  | N  | V  | V  | V  | V  | V  | P  | P  | N  | P  | V  | N  | P  | V  | V  | V  | V  |
| Posizione | 4 | 17 | 13 | 15 | 12 | 13 | 11 | 10 | 12 | 5  | 4  | 5  | 5  | 4  | 4  | 4  | 5  | 6  | 5  | 4  | 4  | 4  | 4  | 4  | 4  | 3  | 3  | 4  | 4  | 4  | 4  | 4  | 4  | 7  | 5  | 5  | 5  | 5  |

Fonte:  Serie A – Classifiche, su sport.sky.it, Sky Sport. URL consultato il 14 luglio 2018 (archiviato dall'url originale l'11 settembre 2014).
Legenda:

Luogo: C = Casa; T = Trasferta. Risultato: R = Rinviata; V = Vittoria; N = Pareggio; P = Sconfitta.

### Statistiche dei giocatori
Sono in corsivo i calciatori che hanno lasciato la società durante la sessione invernale di calciomercato.
| Giocatore      | Serie A  | Serie A | Serie A     | Serie A    | Coppa Italia | Coppa Italia | Coppa Italia | Coppa Italia | Europa League | Europa League | Europa League | Europa League | Supercoppa italiana | Supercoppa italiana | Supercoppa italiana | Supercoppa italiana | Totale   | Totale | Totale      | Totale     |
| Giocatore      | Presenze | Reti    | Ammonizioni | Espulsioni | Presenze     | Reti         | Ammonizioni  | Espulsioni   | Presenze      | Reti          | Ammonizioni   | Espulsioni    | Presenze            | Reti                | Ammonizioni         | Espulsioni          | Presenze | Reti   | Ammonizioni | Espulsioni |
| -------------- | -------- | ------- | ----------- | ---------- | ------------ | ------------ | ------------ | ------------ | ------------- | ------------- | ------------- | ------------- | ------------------- | ------------------- | ------------------- | ------------------- | -------- | ------ | ----------- | ---------- |
| I. Abate       | 19       | 0       | 4           | 0          | 2            | 0            | 0            | 0            | 3             | 0             | 2             | 0             | 0                   | 0                   | 0                   | 0                   | 24       | 0      | 6           | 0          |
| T. Bakayoko    | 31       | 1       | 5           | 1          | 4            | 0            | 1            | 0            | 6             | 0             | 2             | 0             | 1                   | 0                   | 0                   | 0                   | 42       | 1      | 8           | 1          |
| A. Bertolacci  | 0        | 0       | 0           | 0          | 0            | 0            | 0            | 0            | 4             | 0             | 1             | 0             | 0                   | 0                   | 0                   | 0                   | 4        | 0      | 1           | 0          |
| L. Biglia      | 16       | 1       | 3           | 0          | 1            | 0            | 0            | 0            | 2             | 0             | 0             | 0             | 0                   | 0                   | 0                   | 0                   | 19       | 1      | 3           | 0          |
| G. Bonaventura | 8        | 3       | 0           | 0          | 0            | 0            | 0            | 0            | 2             | 0             | 0             | 0             | 0                   | 0                   | 0                   | 0                   | 10       | 3      | 0           | 0          |
| F. Borini      | 20       | 2       | 3           | 0          | 3            | 0            | 0            | 0            | 5             | 1             | 0             | 0             | 1                   | 0                   | 0                   | 0                   | 29       | 3      | 3           | 0          |
| D. Calabria    | 26       | 1       | 5           | 0          | 2            | 0            | 1            | 0            | 4             | 0             | 0             | 0             | 1                   | 0                   | 1                   | 0                   | 33       | 1      | 7           | 0          |
| M. Caldara     | 0        | 0       | 0           | 0          | 1            | 0            | 0            | 0            | 1             | 0             | 0             | 0             | 0                   | 0                   | 0                   | 0                   | 2        | 0      | 0           | 0          |
| H. Çalhanoğlu  | 36       | 3       | 3           | 0          | 4            | 0            | 0            | 0            | 5             | 1             | 2             | 0             | 1                   | 0                   | 1                   | 0                   | 46       | 4      | 6           | 0          |
| S. Castillejo  | 31       | 4       | 3           | 0          | 4            | 0            | 0            | 0            | 4             | 0             | 0             | 1             | 1                   | 0                   | 1                   | 0                   | 40       | 4      | 4           | 1          |
| A. Conti       | 12       | 0       | 3           | 0          | 2            | 0            | 0            | 0            | 0             | 0             | 0             | 0             | 1                   | 0                   | 0                   | 0                   | 15       | 0      | 3           | 0          |
| P. Cutrone     | 34       | 3       | 2           | 0          | 3            | 2            | 0            | 0            | 5             | 4             | 0             | 0             | 1                   | 0                   | 0                   | 0                   | 43       | 9      | 2           | 0          |
| A. Donnarumma  | 0        | -0      | 0           | 0          | 0            | -0           | 0            | 0            | 0             | -0            | 0             | 0             | 0                   | -0                  | 0                   | 0                   | 0        | -0     | 0           | 0          |
| G. Donnarumma  | 36       | -31     | 4           | 0          | 2            | -0           | 1            | 0            | 0             | -0            | 0             | 0             | 1                   | -1                  | 0                   | 0                   | 39       | -32    | 5           | 0          |
| A. Halilović   | 0        | 0       | 0           | 0          | 0            | 0            | 0            | 0            | 3             | 0             | 0             | 0             | 0                   | 0                   | 0                   | 0                   | 3        | 0      | 0           | 0          |
| G. Higuaín     | 15       | 6       | 3           | 1          | 1            | 0            | 0            | 0            | 5             | 2             | 1             | 0             | 1                   | 0                   | 0                   | 0                   | 22       | 8      | 4           | 1          |
| F. Kessié      | 34       | 7       | 8           | 0          | 4            | 0            | 1            | 0            | 3             | 0             | 0             | 0             | 1                   | 0                   | 0                   | 1                   | 42       | 7      | 9           | 1          |
| D. Laxalt      | 20       | 0       | 2           | 0          | 4            | 0            | 0            | 0            | 5             | 0             | 0             | 0             | 0                   | 0                   | 0                   | 0                   | 29       | 0      | 2           | 0          |
| J. Mauri       | 5        | 0       | 0           | 0          | 0            | 0            | 0            | 0            | 2             | 0             | 0             | 0             | 0                   | 0                   | 0                   | 0                   | 7        | 0      | 0           | 0          |
| R. Montolivo   | 0        | 0       | 0           | 0          | 0            | 0            | 0            | 0            | 0             | 0             | 0             | 0             | 0                   | 0                   | 0                   | 0                   | 0        | 0      | 0           | 0          |
| M. Musacchio   | 29       | 1       | 2           | 0          | 3            | 0            | 1            | 0            | 1             | 0             | 1             | 0             | 0                   | 0                   | 0                   | 0                   | 33       | 1      | 4           | 0          |
| L. Paquetá     | 13       | 1       | 5           | 0          | 3            | 0            | 0            | 0            | -             | -             | -             | -             | 1                   | 0                   | 0                   | 0                   | 17       | 1      | 5           | 0          |
| K. Piątek      | 18       | 9       | 0           | 0          | 3            | 2            | 0            | 0            | -             | -             | -             | -             | -                   | -                   | -                   | -                   | 21       | 11     | 0           | 0          |
| A. Plizzari    | 0        | -0      | 0           | 0          | 0            | -0           | 0            | 0            | 0             | -0            | 0             | 0             | 0                   | -0                  | 0                   | 0                   | 0        | -0     | 0           | 0          |
| P. Reina       | 4        | -5      | 0           | 0          | 2            | -1           | 0            | 0            | 6             | -9            | 1             | 0             | 0                   | -0                  | 0                   | 0                   | 12       | -15    | 1           | 0          |
| R. Rodríguez   | 35       | 0       | 5           | 0          | 2            | 0            | 1            | 0            | 3             | 0             | 1             | 0             | 1                   | 0                   | 1                   | 0                   | 41       | 0      | 8           | 0          |
| A. Romagnoli   | 32       | 2       | 6           | 0          | 4            | 0            | 1            | 0            | 4             | 0             | 2             | 0             | 1                   | 0                   | 1                   | 0                   | 41       | 2      | 10          | 0          |
| S. Simič       | 0        | 0       | 0           | 0          | 0            | 0            | 0            | 0            | 1             | 0             | 1             | 0             | 0                   | 0                   | 0                   | 0                   | 1        | 0      | 1           | 0          |
| I. Strinić     | 0        | 0       | 0           | 0          | 0            | 0            | 0            | 0            | 0             | 0             | 0             | 0             | 0                   | 0                   | 0                   | 0                   | 0        | 0      | 0           | 0          |
| Suso           | 35       | 7       | 8           | 1          | 2            | 0            | 0            | 0            | 4             | 1             | 0             | 0             | 0                   | 0                   | 0                   | 0                   | 41       | 8      | 8           | 1          |
| C. Zapata      | 13       | 0       | 4           | 0          | 1            | 0            | 0            | 0            | 5             | 1             | 1             | 0             | 1                   | 0                   | 0                   | 0                   | 20       | 1      | 5           | 0          |

## Giovanili

### Organigramma
- Responsabile tecnico: Mario Beretta[47]

Primavera
- Allenatore: Alessandro Lupi (fino al 28 dicembre 2018), Federico Giunti

### Piazzamenti
- Primavera:
  - Campionato: 15º posto. Retrocesso in Primavera 2[67]
  - Coppa Italia: Ottavi di finale
  - Torneo di Viareggio: Ottavi di finale